# 木津用水駅
木津用水駅（こつようすいえき）は、愛知県丹羽郡扶桑町高雄にある、名古屋鉄道犬山線の駅。駅番号はIY13。準急停車駅である。
駅名は付近を流れる合瀬川の別名「木津用水（こっつようすい）」に由来するが、読みが異なる。

## 歴史
- 1912年（大正元年）8月6日 - 開業。
- 1944年（昭和19年） - 休止。
- 1952年（昭和27年）11月18日 - 復活。
- 1968年（昭和43年）12月1日 - 東洋紡績専用線（4.0 km）廃止[2]。
- 1974年（昭和49年）6月1日 - 無人化[3]。
- 2003年（平成15年） - ホーム上屋が延長される。
- 2004年（平成16年）
  - 1月 - 新駅舎、自動改札機・自動精算機を設置。下りホームの出入り口を変更。
  - 2月15日 - SFパノラマカード・ユリカが使用可能となる。
- 2008年（平成20年）12月27日 - ダイヤ改正に伴い準急停車駅となる[4]。
- 2011年（平成23年）2月11日 - ICカード乗車券「manaca」供用開始。
- 2012年（平成24年）2月29日 - トランパス供用終了。

## 駅構造
相対式ホーム2面2線を有する地上駅である。ホームは名古屋方面が8両分、犬山方面が6両分（地下鉄直通20m車対応）。駅舎は上下別々になっており、改札内に跨線橋などはない。それぞれの改札口付近に自動券売機（継続manaca定期乗車券及び新規通勤manaca定期乗車券の購入も可能ではあるが、名鉄ミューズカードでの決済は7:00～22:00の間に限られる）と自動精算機（ICカードのチャージ等も可能）を1台ずつ備えている。トイレは改札内にはなく、外の駐輪場にある。
1968年までは東洋紡績（現在の東洋紡）犬山工場へ向かう貨物線の側線が構内北側にあったが、現在は撤去され存在しない。貨物線自体も完全に撤去され、道路や住宅地などに転用されている。
なお、この貨物線では晩年までデキ110形が運用されていた。

### のりば
| 番線 | 路線      | 方向 | 行先                 |
| ---- | --------- | ---- | -------------------- |
| 1    | IY 犬山線 | 下り | 犬山方面             |
| 2    | IY 犬山線 | 上り | 名鉄名古屋・金山方面 |

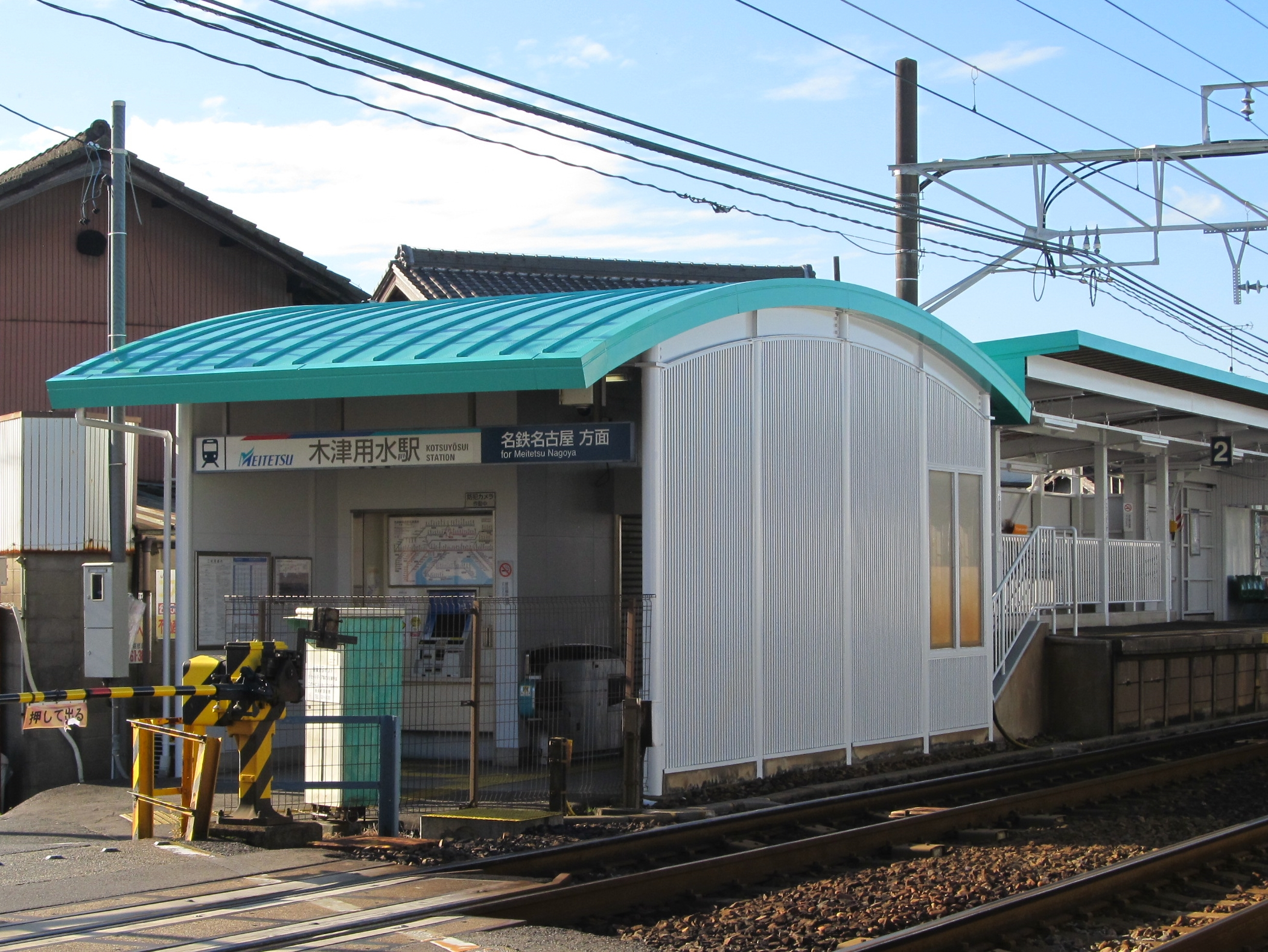
名古屋方面駅舎
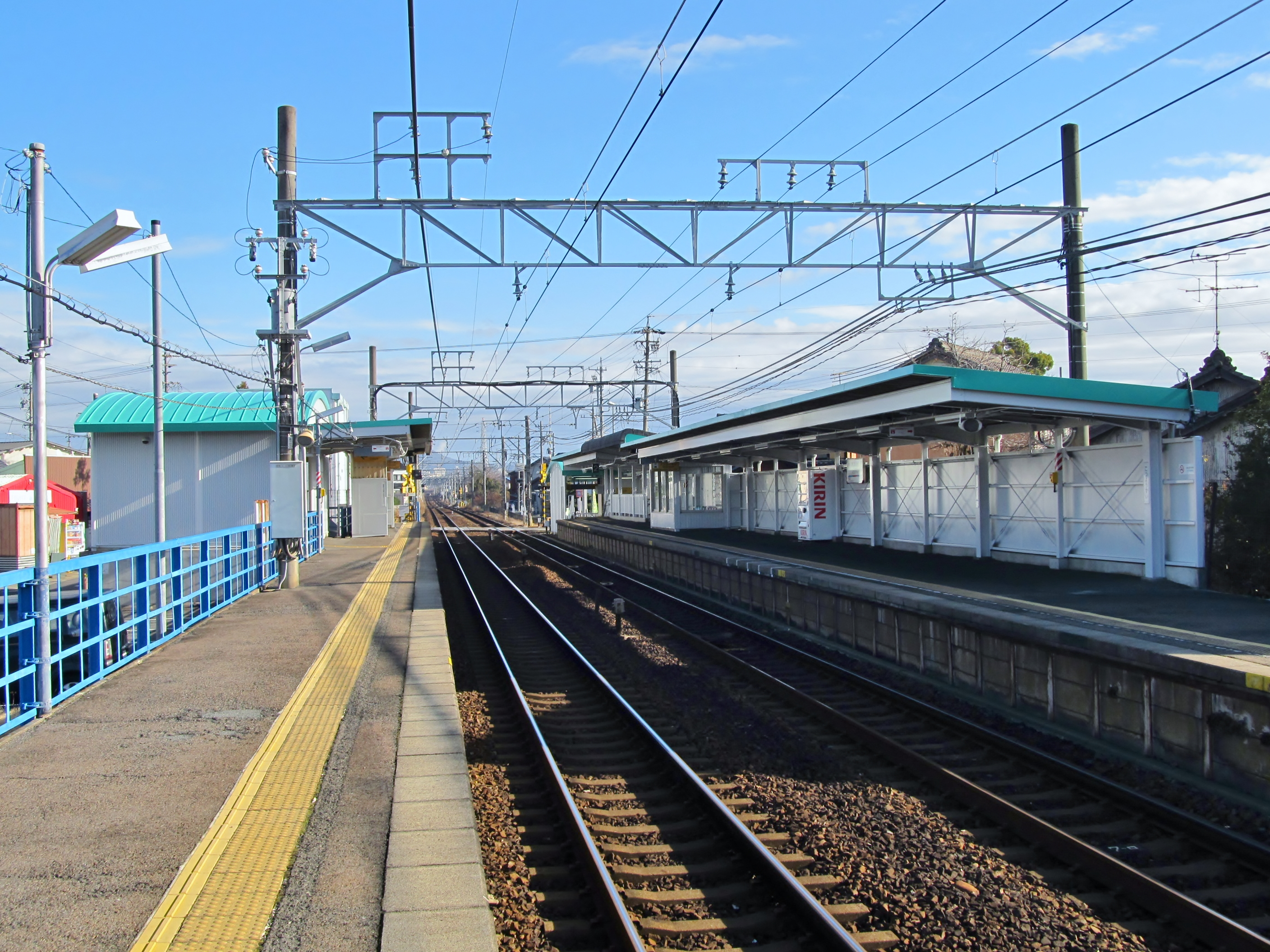
ホーム
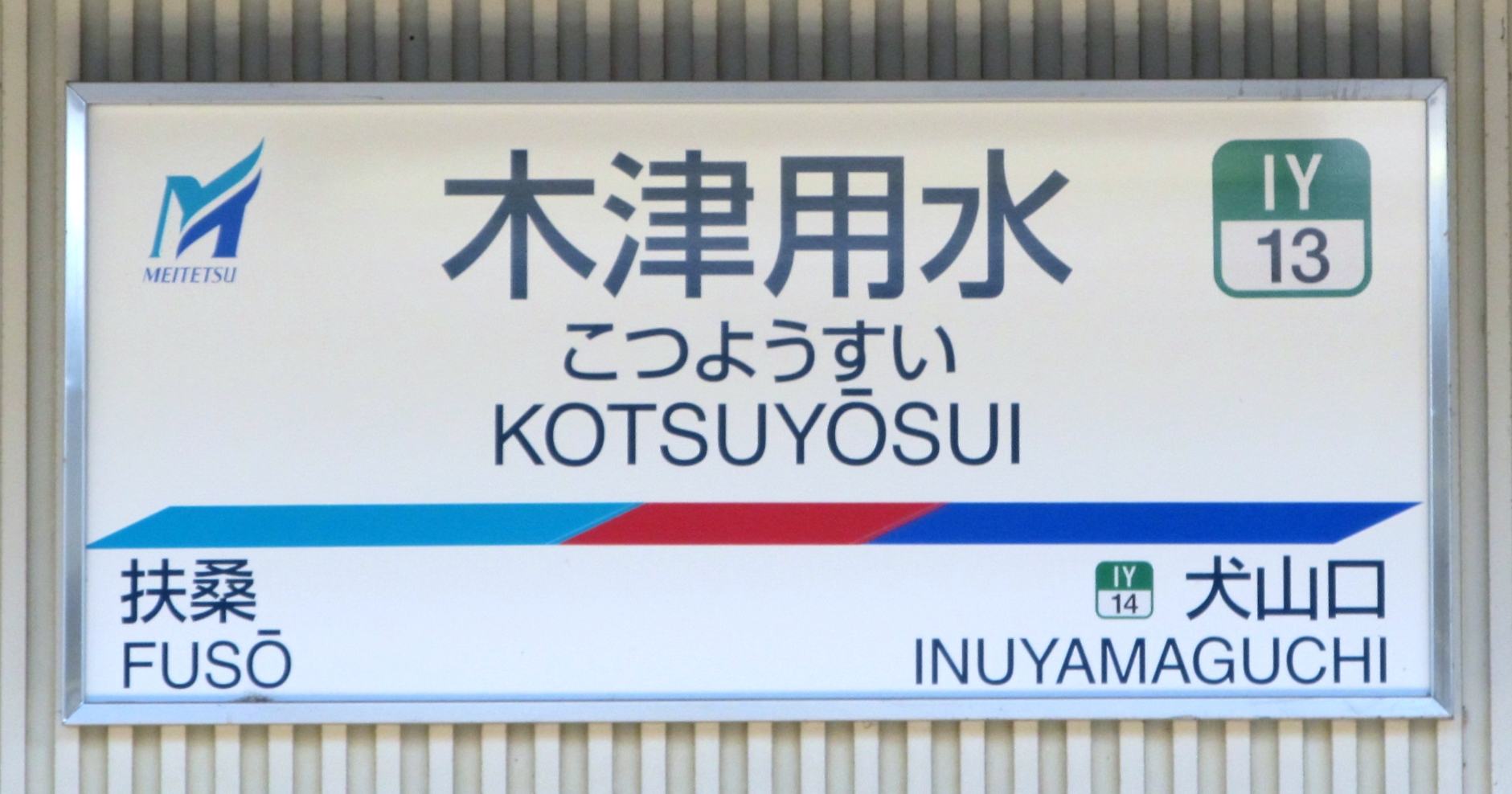
駅名標

### 配線図
| ← 岩倉・ 名古屋方面 | 木津用水駅 構内配線略図 | → 犬山・ 新鵜沼方面 |
| 凡例 出典:          |                         |                     |

## 利用状況
- 「移動等円滑化取組報告書」によると、2021年度の1日平均乗降人員は1,865人であった[8]。
- 『名鉄120年：近20年のあゆみ』によると2013年度当時の1日平均乗降人員は2,009人であり、この値は名鉄全駅（275駅）中183位、犬山線（17駅）中14位であった[9]。
- 『名古屋鉄道百年史』によると1992年度当時の1日平均乗降人員は1,806人であり、この値は岐阜市内線均一運賃区間内各駅（岐阜市内線・田神線・美濃町線徹明町駅 - 琴塚駅間）を除く名鉄全駅（342駅）中180位、 犬山線（17駅）中15位であった[10]。
- 愛知県の統計によれば、1日平均の乗車人員（降車客含まず）は2007年度（平成19年度）998人、2008年度（平成20年度）994人である。
- 扶桑町と犬山市の境界に近く、扶桑町の東部地域と犬山市の西部地域（犬山市街地から坂を下りた地域）がエリアとなっている。

## 駅周辺
- アクロスプラザ扶桑
- 合瀬川（木津用水）
- 扶桑高雄郵便局
- 東洋紡犬山工場
- 元祖台湾カレー犬山店
- 無料駐輪場（扶桑町管理）

## 備考
駅所在地は扶桑町であるが、ほぼ犬山市との境目にあたりかつ犬山市に「木津（こっつ）」と呼ばれる地域が存在することから、犬山市にある駅だと誤解されることがある。

## 隣の駅
名古屋鉄道
IY 犬山線
□ミュースカイ・□快速特急・■特急・□快速急行・■急行
通過
■準急・■普通
扶桑駅（IY12） - 木津用水駅（IY13） - 犬山口駅（IY14）